# Lac Topozero
Le lac Topozero (en russe : Топозеро, en finnois : Tuoppajärvi) est un grand lac d'eau douce du nord-ouest de la Russie, situé en république de Carélie. 

## Géographie
Il couvre une surface de 986 km², avec une longueur de 75,3 km et une largeur de 30,3 km. Sa profondeur maximale est d'environ 50 mètres. 
Le lac compte plus de 100 îles, grandes et petites. Son émissaire est le fleuve Kovda.
Le Topozero est utilisé pour la pêche et le flottage du bois.